# یوغ‌تنان
یوغ‌تنان (نام علمی: Zygentoma) نام یک راسته از رده حشره است.
در این راسته ۴۰۰ گونه شناسایی شده است.